# Karolína Luisa Hesensko-Darmstadtská
Karolína Luisa Hesensko-Darmstadtská (11. července 1723, Darmstadt – 8. dubna 1783, Paříž) byla bádenská markraběnka, amatérská umělkyně, vědkyně, sběratelka a salonistka.

## Život
Karolína Luisa se narodila jako dcera Ludvíka VIII. Hesensko-Darmstadtského a Charlotty hraběnky z Hanau-Lichtenbergu (1700–1726). Matka jí ve třech letech zemřela, vychovával ji otec a postaral se o její všestranné vzdělání. 28. ledna 1751 se provdala za markraběte Karla Fridricha Bádenského.
Markraběnka je popisována jako učená dáma, která hořila pěti jazyky, dopisovala si s Voltairem, jehož byla obdivovatelkou. V Karslruhe vedla salón, který patřil k významným společensko-kulturním centrům Německa. Navštěvovali jej mimo jiné Johann Gottfried Herder, Johann Kaspar Lavater, Johann Wolfgang von Goethe, Friedrich Gottlieb Klopstock, Christoph Willibald Gluck nebo Christoph Martin Wieland.
Byla také členkou markraběcího dvorního orchestru, v němž hrála na cembalo, a který početně rozšířila o další nástroje. Jako členka Dánské akademie výtvarných umění kreslila, zejména křídami, a malovala akvarelem. Kresbě portrétů se věnoval rovněž její manžel.
V paláci v Karlsruhe měla svou chemickou laboratoř. Při rezidenci měla zahradu se skleníkem, kde pěstovala vzácné rostliny a chovala zvířata. Carl Linné po ní pojmenoval rostlinu pachiru vodní Carolinea Princeps L.
Friedrich Wilhelm von Leysser byl najat, aby pro ni sbíral rostliny. Karolína také podporovala a řídila továrnu na výrobu mýdla a svíček.
V roce 1779 se její zdravotní stav zhoršil a 8. dubna 1783 zemřela v Paříži při výletě se synem.

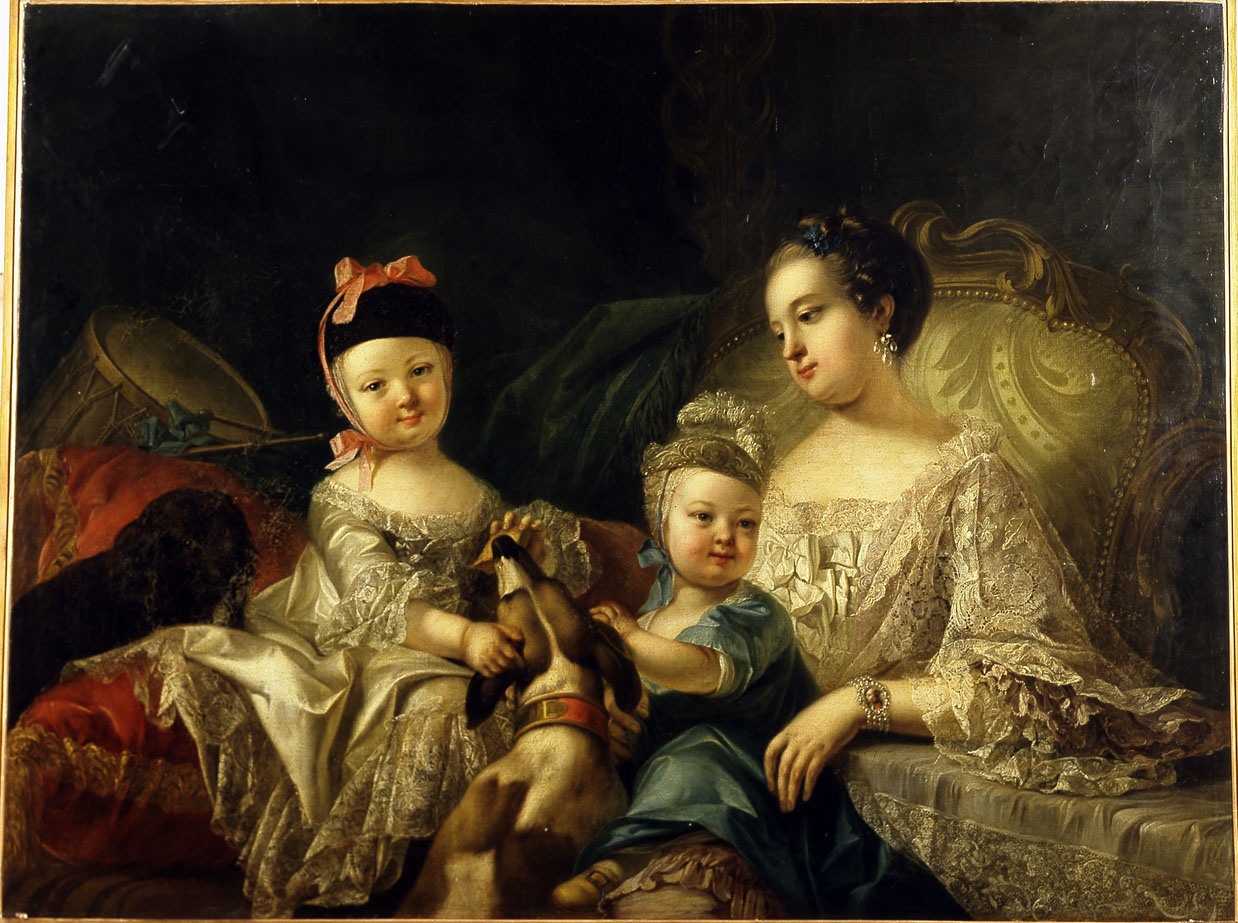
Karolína Luisa s Fridrichem a Ludvíkem

## Potomci
Své tři přeživší syny vychovávala sama s odůvodněním, aby nezpanštěli.
- Karel Ludvík (14. února 1755  – 16. prosince 1801), bádenský dědičný princ ⚭ 1775 Amálie Hesensko-Darmstadtská (1754 – 1832)
- Fridrich (29. srpna 1756 – 28. května 1817) ⚭ 1791 vévodkyně Luisa Nasavsko-Usingenská (1776 – 1829)
- Ludvík I. (9. února 1763 – 30. března 1830), bádenský velkovévoda od roku 1818
- syn (*/† 29. července 1764)
- Luisa Augusta (8. ledna 1767 – 11. ledna 1767)

## Tituly a oslovení
- 11. července 1723 – 28. ledna 1751: Její Jasnost lantkraběnka Karolína Luisa Hesensko-Darmstadtská
- 28. ledna 1751 – 21. října 1771: Její Jasnost markraběnka bádensko-durlašská
- 21. října 1771 – 8. dubna 1783: Její Jasnost bádenská markraběnka